# 五蕊老牛筋
五蕊老牛筋（学名：Arenaria potaninii）是石竹科无心菜属的植物。分布于俄罗斯、哈萨克斯坦以及中国大陆的新疆等地，生长于海拔2,400米以下的地区，一般生长在山地阴坡林下，目前尚未由人工引种栽培。